# 土斯科拉 (伊利諾伊州)
圖斯科拉（英語：Tuscola）是一個位於美國伊利諾伊州道格拉斯縣的城市。根據2010年美國人口普查，該地人口為4480人，而該地的面積約為7.12平方千米。同時該地也是道格拉斯縣的縣治。

## 地理
圖斯科拉的座標為40°47′52″N 88°16′54″W / 40.79778°N 88.28167°W，而該地的平均海拔高度為198米（即650英尺）。